# Eskilstuna (comuna)
Eskilstuna (em sueco: Eskilstuna kommun;  ouça a pronúncia) ou Esquiltuna é uma comuna sueca localizada no condado da Södermanland. Sua capital é a cidade de Eskilstuna.  Possui 1 100 quilômetros quadrados e segundo censo de 2018, havia 105 924 habitantes.
Ela dispõe de importantes empresas como a Volvo Construction Equipment International (maquinarias), a Assa (fechaduras) e a Alfa Laval Stainless Products (separadores industriais) sediadas na capital e a Outokumpu Stainless (correiras de transmissão) em Torshälla e Alfa Laval Stainless Products.

## Localidades
A comuna abriga várias localidades:
- Eskilstuna (75 399)
- Torshälla (9 331)
- Hällbybrunn (3 324)
- Ärla (1 286)
- Sundbyholm (1 102)
- Kjulaås (929)
- Hållsta (877)
- Hällberga (607)
- Kullersta - Kolsta - Hensta (427)
- Alberga (406)
- Tumbo (350)
- Udden (336)
- Bälgviken (228)

## Turismo
Alguns dos pontos turísticos mais procurados são:
- Parken Zoo (jardim zoológico em Eskilstuna)
- Petróglifos de Sigurd (gravuras do século XI, perto de Eskilstuna)
- Palácio de Sundbyholm
- Museu Municipal de Eskilstuna
- Forjas de Rademacher (casas do século XVII)